# Biblioteca privada
Una biblioteca privada es una biblioteca gestionada mediante propiedad privada, en comparación con la de una institución pública, y normalmente solo se establece para el uso de un número reducido de personas, o incluso de una sola persona, y se pueden especializar en temas concretos. Igual que con las bibliotecas públicas, algunas personas utilizan ex-libris (sellos, pegatinas u otros) para mostrar la propiedad de los libros. Algunas personas venden sus bibliotecas privadas a instituciones consolidadas o las donan después de su muerte, y más raramente, una biblioteca privada se mantiene intacta mucho después de la muerte del propietario.

## Historia

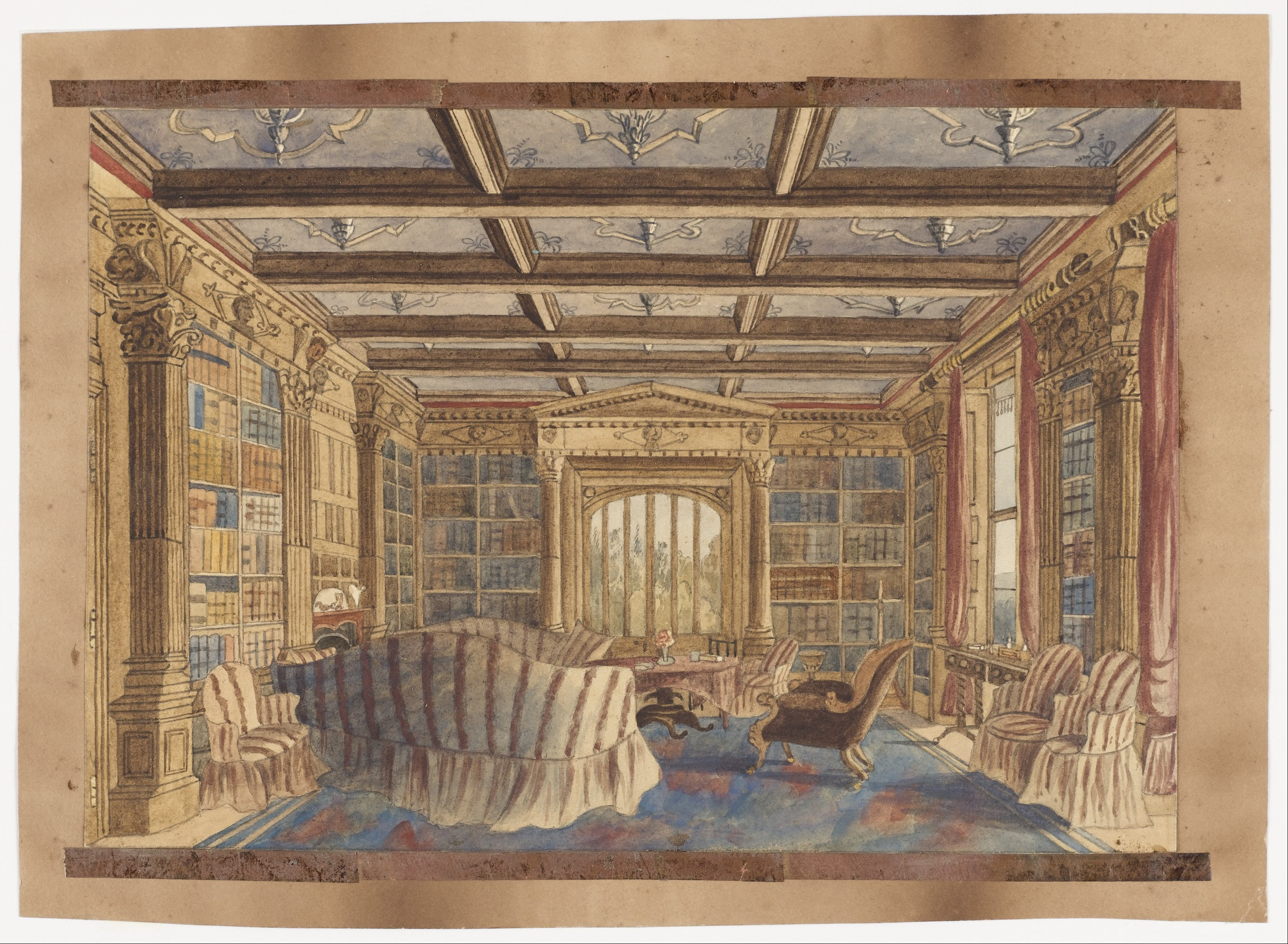
La biblioteca de Dingestow, de Charlotte Bosanquet.

Las bibliotecas más antiguas se asemejaban a los archivos modernos y pertenecían a templos y administraciones. El acceso estaba restringido a la nobleza, la aristocracia, los eruditos o los teólogos. La biblioteca de Asurbanipal (siglo VII a. C.) en Nínive y la descubierta en Ugarit (hacia el año 1200 a. C.) se encuentran entre las más antiguas conocidas.